# ستار وورز: الحلقة الثالثة، الانتقام من سيث
ستار وورز: الحلقة الثالثة، الانتقام من سيث، هي لعبة فيديو كندية أمريكية من نوع أكشن، وهي من نشر لوكاس آرتز، صدرت اللعبة في الأسواق سنة 2005، وتعمل لمنصات سيمبيان وبلاي ستيشن 2 وإكس بوكس وغيم بوي أدفانس ونينتندو دي أس.